# Michelle Ragsdale
Michelle Ragsdale (13 de junio de 1959) es una deportista estadounidense que compitió en tiro con arco, en la modalidad de arco compuesto.
Ganó dos  medallas en el Campeonato Mundial de Tiro con Arco al Aire Libre, oro en 1995 y plata en 1997, y dos medallas de oro en el Campeonato Mundial de Tiro con Arco en Sala, en los años 2001 y 2003.

## Palmarés internacional
| Campeonato Mundial al Aire Libre | Campeonato Mundial al Aire Libre | Campeonato Mundial al Aire Libre | Campeonato Mundial al Aire Libre |
| Año                              | Lugar                            | Medalla                          | Prueba                           |
| -------------------------------- | -------------------------------- | -------------------------------- | -------------------------------- |
| 1995                             | Yakarta (Indonesia)              | Medalla de oro                   | Equipo                           |
| 1997                             | Victoria (Canadá)                | Medalla de plata                 | Equipo                           |
| Campeonato Mundial en Sala       |                                  |                                  |                                  |
| Año                              | Lugar                            | Medalla                          | Prueba                           |
| 2001                             | Florencia (Italia)               | Medalla de oro                   | Equipo                           |
| 2003                             | Nimes (Francia)                  | Medalla de oro                   | Equipo                           |